# Juan Manuel Montalbán
Juan Manuel Montalbán Herranz (Torrelaguna, 20 de octubre de 1806-Madrid, 3 de febrero de 1889) fue un jurista español.

## Biografía
Estudió Filosofía y Matemáticas en el colegio de los Padres Franciscanos de Torrelaguna, y Derecho en la Universidad de Alcalá, licenciándose en 1830. Fue nombrado Catedrático de Alcalá el 27 de diciembre de 1835. Allí trabó amistad con Pedro Gómez de la Serna con quien escribió un tratado de derecho civil para la enseñanza universitaria de la materia y, más tarde, de derecho penal.
Se doctoró en 1837 y accedió a la cátedra en la Universidad Central de Madrid en 1838 
En 1840 entró a formar parte de la Diputación provincial de Madrid y en 1843 fue elegido diputado al Congreso por la misma provincia bajo el gobierno de Joaquín María López y en plena crisis por la sucesión en la regencia de Baldomero Espartero y la declaración de la mayoría de edad de Isabel II
Abandonó momentáneamente la cátedra para ser director de Instrucción Pública de 1855 a 1857, reintegrándose a la universidad. En 1858 ingresó en la Real Academia de la Historia, siendo nombrado rector de la Universidad Central de Madrid en 1860. En marzo y abril de 1865 los sucesos de la Noche de San Daniel en los que defendió la libertad de cátedra de Emilio Castelar ante las injerencias del gobierno de Narváez le llevaron a ser destituido de su puesto el 7 de marzo. 
Nunca fue rehabilitado pero el cese no fue finalmente reconocido y el 10 de marzo de 1866 se jubiló del puesto, a petición propia y por considerar que no podía ejercer la actividad en plena decadencia y persecución del reinado de Isabel II. Más tarde fue partidario de la llegada de la república si bien su actividad fue muy limitada, aunque obtuvo escaño para senador en abril de 1872.
| Predecesor: Luis López Ballesteros                         | Real Academia de la Historia Medalla 30 1855 - 1889                | Sucesor: Francisco Guillén y Robles |
| Predecesor: Tomás del Corral y Oña Diego Bahamonde y Jaime | Rector de la Universidad Complutense de Madrid 1862-1865 1865-1866 | Sucesor: Diego Bahamonde y Jaime    |